# Apogonia pallescens
Apogonia pallescens är en skalbaggsart som beskrevs av Waterhouse 1877. Apogonia pallescens ingår i släktet Apogonia och familjen Melolonthidae. Inga underarter finns listade i Catalogue of Life.